# Nadělat prachy
Nadělat prachy (originální název Making Money) je humoristický fantasy román britského spisovatele Terry Pratchetta, 36. z cyklu (Úžasná) Zeměplocha. Jedná se o druhou knihu se zeměplošským podvodníkem a následně poštmistrem Ankh-morporské pošty Vlahošem von Rosretem.

## Obsah
Lord Vetinari má pro polepšeného podvodníka Vlahoše von Rosreta nový úkol – dát do pořádku městskou mincovnu a banku. I když se to může zdát jako splnění životního snu, ve skutečnosti to jednomu může přinést pořádnou dávku nočních můr (a o těch schovaných ve sklepeních banky ani nemluvě).

## Další zajímavé osoby
- Igor
- Krasomila Adoráta – Vlahošova snoubenka
- pan Pedant – čtyřnohý ředitel ankhmorporské banky
- pan Korouhvička – hlavní účetní banky